# Rungia napoensis
Rungia napoensis är en akantusväxtart som beskrevs av Ding Fang och H.S. Lo. Rungia napoensis ingår i släktet Rungia och familjen akantusväxter. Inga underarter finns listade i Catalogue of Life.